# Stegastes insularis
Stegastes insularis, thường được gọi là cá thia đảo, là một loài cá biển thuộc chi Stegastes trong họ Cá thia. Loài này được mô tả lần đầu tiên vào năm 1985.
Từ insularis có nghĩa là "thuộc về đảo", ám chỉ phạm vi phân bố hạn hẹp ở các đảo (đảo Giáng Sinh ở Ấn Độ Dương và đảo Marcus (tức Minami Tori-shima) ở tây bắc Thái Bình Dương).

## Phân bố và môi trường sống
S. insularis có phạm vi phân bố khá hẹp. Chúng chỉ được tìm thấy tại đảo Giáng Sinh ở Ấn Độ Dương và đảo Marcus (tức Minami Tori-shima) ở tây bắc Thái Bình Dương. S. insularis sống xung quanh những rạn san hô và bãi đá ngầm ở độ sâu khá nông, khoảng 10 m trở lại, nhưng thường được nhìn thấy ở độ sâu khoảng 1 – 3 m.

## Mô tả
S. insularis trưởng thành dài khoảng 11 cm. Hầu hết cơ thể của S. insularis có màu xám đen. Các vảy có viền màu xám sẫm tạo thành các đường sọc trên thân. Một phần nhỏ thân sau, vây mềm ở lưng và toàn bộ phần đuôi có màu vàng tươi; vây ngực màu vàng mờ. Gai vây lưng trước có một mảng màu đen với rìa xanh sáng. Đầu có các vệt xanh tím dưới mắt.
Số ngạnh ở vây lưng: 12; Số vây tia mềm ở vây lưng: 15 - 17; Số ngạnh ở vây hậu môn: 2; Số vây tia mềm ở vây hậu môn: 11 - 13.
Thức ăn của S. insularis là rong tảo và các động vật không xương sống (giun, hải quỳ, giáp xác). S. insularis thường bơi theo đàn nhỏ. Trứng của chúng được đính vào mặt đá hoặc san hô, được bảo vệ và chăm sóc bởi cá đực.